# Dhanglagau
Dhanglagau (nep. धङलगौ) – gaun wikas samiti w zachodniej części Nepalu w strefie Seti w dystrykcie Doti. Według nepalskiego spisu powszechnego z 2001 roku liczył on 626 gospodarstw domowych i 3883 mieszkańców (1891 kobiet i 1992 mężczyzn).